# Mirko Tarana
Mirko Tarana (Ragusa, 22 settembre 1913 – Bleiburg, maggio 1945) è stato un pallanuotista jugoslavo.
Ha partecipato alle Olimpiadi estive del 1936.